# Чорноморський ботанічний журнал
«Чорномо́рський ботані́чний журна́л» — науковий журнал заснований у 2005 році. Фундатор, ініціатор заснування та перший головний редактор (2005-2017 рр.) професор Бойко Михайло Федосійович. Засновник Херсонський державний університет. Висвітлює проблеми ботаніки, мікології, фітоекології, охорони рослинного світу, інтродукції рослин, історії ботаніки.

## Реєстрація
Міжнародна реєстрація: ISSN: 990–553Х (друкована версія), e-ISSN 2308-9628 (електронна версія). Свідоцтво про державну реєстрацію — КВ № 565 від 02.11.2005 р. Фахова реєстрація у ВАК України: Постанова № 1-05/1 від 10.02.2010 р. Додаток до Постанови " 1-05/6 від 14.06.2007 р.
Чорноморський ботанічний журнал індексується в наукометричних базах: Index Copernicus,Україніка Наукова, Google Scolar Citations, Ulrich's Periodical Directory.

## Галузь знань
Біологічні науки; періодичність — 4 рази на рік; мова видання — українська, англійська, (російська до 2022 р.). Усі статті проходять зовнішнє рецензування.
Рецензують статті досвідчені спеціалісти — ботаніки, мікологи та екологи, головним чином, доктори наук, професори наукових установ та вищих навчальних закладів. Кожна стаття має пристатейну бібліографію — кирилицею та латиною та містить реферати англійською, українською та російською (до 2022 р.) мовами. Статті супроводжуються інформацією про місце роботи авторів та про їх поштові адреси і адреси електронної пошти.

## Редакційна колегія
Головний редактор:Ходосовцев Олександр Євгенович доктор біологічних наук (Україна, Херсон).  Заступник головного редактора: Мойсієнко Іван Іванович доктор біологічних наук (Україна, Херсон),  Відповідальний секретар — Дармостук В. В. (Україна, Херсон). Члени редколегії: Бойко Михайло Федосійович доктор біологічних наук (Україна, Херсон), Вондрак Я., д-р філософії (Chech Republic), Деревянко В. М., канд. біол.наук (Україна, Нова КАховка), Дубина Д. В., д-р біол. наук (Україна, Київ),    Костіков І. Ю., д-р біол.наук (Україна, Київ), Мельник Р. П., канд. біол.наук, (Україна, Херсон),  Озтурк М., проф.(Turkei, Ismir), Осадовскі З., проф. (Польща, Слупск), Павлова Н.Р., канд. біол. наук (Україна, Херсон); Суднік-Войціховська Б., д-р біол. наук (Poland, Warsawa), Ташев О., проф. (Bulgaria, Sophia), Ткаченко Ф. П., д-р біол. наук (Україна, Одеса),  Шетекаурі Ш., проф. (Грузія, Тбілісі),Шаповал В. В., канд. біол. наук (Україна, Асканія-Нова), Шрамко Г., проф. (Hungary, Debrecen).

## Адреса редакції
Кафедра ботаніки Херсонського державного університету, вул. Університетська, 27, Херсон, Україна, 73000 Сайти журналу: www.cbj.kspu.edu; http:// cb-journal.net/en. Сторінка журналу на сайті Херсонського державного університету: http://www.university.kherson.ua, http:// cb-journal.net/en та на сайті Національної бібліотеки України ім. Вернадського:https://web.archive.org/web/20120815102459/http://www.nbuv.gov.ua/. На сайтах знаходяться електронні копії всіх статей у форматі pdf, опублікованих у журналі з 2005 року.